# مسجد جنوب جينان الكبير
مسجد جنوب جينان الكبير هو أقدم مسجد في مدينة جينان بمقاطعة شاندونغ في الصين، أُنشى المسجد لأول مرة خلال عهد أسرة يوان في عام 1295، ونصبت معظم الهياكل الحالية خلال عهد أسرة مينغ في الفترة (1436 - 1492)، التخطيط الأساسي للمسجد هو في الأساس تخطيط معبد صيني، وبوجود العناصر اللازمة لوظيفة المسجد تم اعتباره مسجد متكامل .

## التاريخ
وفقا للأسطورة فإن مسجد جنوب جينان الكبير تأسس أصلا في عهد أسرة تانغ، ولكن لا توجد سجلات معروفة لتأكيد هذا، يعود التاريخ المكتوب لإنشاء المسجد في موقعه الحالي إلى العام 1295، وهي خلال السنة الأولى من عهد تيمور خان إمبراطور تشينغ زونغ حاكم يوان، بدأ بناء الهياكل التي أصبحت قائمة حتى يومنا هذا في عام 1436، وهي السنة الأولى في عهد الإمبراطور زهنغتونغ، أجريت تمديدات كبيرة في العام عام 1492، وهي السنة الخامسة في عهد الإمبراطور هونغ تشى، وجاءت التجديدات الأخرى التي سجلت خلال عه جيا جينغ (1521 - 1567) وانلي (1572 - 1620) والأباطرة من سلالة مينغ وجيا تشينغ (1796 - 1820) ودوغوانغ (1820 - 1850)، وتوتغزي (1861 - 1875) والأباطرة من سلالة كينغ، وكذلك خلال العصر الجمهوري في وقت مبكر منه، وقد لحقت أضرار كبيرة بالمسجد خلال الثورة الثقافية مع العديد من التحف التاريخية التي تعرضت للتدمير، ومنذ عام 1992 وفر للمسج الحماية على أنه مواقع رئيسي للتراث الثقافي على مستوى المقاطعة .

## العمارة
التخطيط الأساسي للمسجد يتبع أسلوب فناء المعبد الصيني التقليدي مع المباني الرئيسية التي رتبت على طول المحور الرئيسي، في حين أنه في المعبد الصيني عادة ما يتم توجيه المحور الرئيسي للمبنى في اتجاه الشمال أو الجنوب، وهو المنحى المحوري الرئيسي للمعابد، في حين أن مسجد جنوب جينان الكبير وجهه محوره الرئيسي في اتجاه الغرب بحيث يتجه مدخل قاعة الصلاة الرئيسية إلى الغرب نحو مكة المكرمة، وتمشيا مع التقاليد الصينية المدخل الرئيسي للمسجد محمي بجدار الروح، في المجموع يغطي المسجد مساحة تبلغ 6630 متر مربع منها 2830 متر مربع مبنية .

## الموقع
يقع مسجد جنوب جينان الكبير في منطقة لكسيا في مدينة جينان، إلى الغرب من وسط المدينة التاريخي والربيع بارك بواتو، موقع المسجد على المدخل الجنوبي لمربع المسلمين في جينان (هويمين اكياكو) .